# Karl Baier
 (avril 2025).
Karl Baier (né le 3 janvier 1887 à Magdebourg, mort le 12 avril 1973 à Berlin-Est) est un homme politique communiste et résistant au nazisme allemand.

## Biographie
La mère de Baier est infirmière, son père assistant peintre. Il suit de 1901 à 1905 une formation de menuisier modéliste puis exerce cette profession pendant plusieurs années. En 1905, il rejoint l'Association allemande des travailleurs du bois et en 1912 le SPD. En 1914, il est enrôlé dans la marine. En tant que marin, il a pris contact avec la gauche radicale de Brême. À partir de 1915, il organise des cercles révolutionnaires à Wilhelmshaven et à partir de 1916 à Cuxhaven, dans lesquels on discute la « politique ouvrière » de Brême et les lettres spartakistes de Berlin. Le 5 novembre 1918, il dirige la mutinerie à Cuxhaven. En tant que président du conseil d'ouvriers et de soldats, il est membre du comité de la marine, le représente à l'assemblée plénière ainsi qu'au conseil exécutif des conseils d'ouvriers et de soldats du Grand Berlin et participe en tant qu'invité au congrès fondateur du KPD en son nom. Il commence une étroite amitié personnelle et politique avec Jacob Walcher. En 1919, il est cofondateur de la section du KPD à Magdebourg et en est élu président. En 1920, il est secrétaire de Magdebourg-Anhalt. En 1921, il est élu membre du Landtag de Saxe. À partir d'avril 1923, il travaille pour le parti, d'abord à Kassel, puis à Gelsenkirchen, où il est emprisonné deux fois pendant plusieurs mois. Par la suite, à partir d'octobre 1925, il est employé par le conseil central de la Rote Hilfe Deutschlands (RHD) et en mars 1927 participe à la deuxième conférence du Secours rouge international à Moscou. En tant que secrétaire nouvellement élu du SRI, Karl Baier réorganise le bureau d'Europe centrale à Berlin.
Lorsque la « stalinisation » du KPD commence en 1928, il s'oppose à la politique de la RGO (de) et à la thèse du fascisme social. Baier est expulsé du KPD en juillet 1929 et rejoint le KPD-O. En même temps, il perd sa fonction à la RHD. Il gagne désormais sa vie en tant qu'employé au bureau du district de Berlin-Prenzlauer Berg. En tant que membre du KPD-O, il est à la direction de l'Organisation d'Entraide Internationale et de la coopérative d'édition Arbeiterpresse.
Dans les différends au sein du KPD-O au sujet du SAPD, il est l'un des huit porte-parole de la minorité expulsés du parti en janvier 1932. Au sein du SAPD, il est membre de la direction du district de Berlin.
À partir de mars 1933, Baier est actif dans la direction nationale illégale du SAPD. Lui et de nombreux autres camarades sont arrêtés le 22 août 1933 et traduits en justice le 5 décembre 1934, dans le cadre du dit « procès du SAPD de Berlin ». Le verdict était de deux ans et demi de prison, qu'il doit passer à Plötzensee et Tegel. Après sa libération, il ouvre une entreprise de vente par correspondance et est en mesure de camoufler les contacts illégaux par l'intermédiaire de Jakob Schlör et Georg Dünninghaus avec le groupe de résistance dirigé par Anton Saefkow. Il organise l'échange d'informations, la collecte d'argent et de bons alimentaires pour les opposants aux nazis dans la clandestinité et les familles juives. Dans les dernières semaines de la Seconde Guerre mondiale et les premières semaines après la guerre, il vit dans l'écluse de pêche près d'Erkner.
En mai 1945, Baier est nommé par le commandement soviétique bourgmestre de Fangschleuse près d'Erkner. En juin 1945, il retourne à Berlin. Il rejoint le KPD et reprend la gestion du département spécial (plus tard bureau principal) pour les réfugiés et les rapatriés. En 1948, le magistrat de Berlin-Est lui confie la direction du bureau principal de l'aide sociale et en 1950 la gestion du bureau nouvellement créé pour les questions religieuses. En 1951, au cours des purges du parti stalinien, il est retiré de l'appareil d'État et expulsé du SED. En réponse à sa protestation et à l'intervention du président du parti Wilhelm Pieck, la Commission centrale de contrôle du parti (ZPKK) annule l'expulsion le 18 avril 1952. Cependant, il se voit refuser des postes de direction politique. À partir de 1952, il travaille pour l'éditeur syndical Tribüne, d'abord comme archiviste, puis comme libraire à la Stalinallee. En février 1960, il prend sa retraite, mais reste actif en tant que président du comité du logement du Front national, ainsi que membre du conseil d'administration de l'administration municipale du logement de Prenzlauer Berg. Après le dégel de Khrouchtchev, il est honoré à plusieurs reprises par le parti et l'État dans les années 1950, plus récemment en 1971, par l'Ordre du Mérite patriotique en or.